# Сан-Луис-ду-Китунди
Сан-Луис-ду-Китунди (порт. São Luís do Quitunde) — муниципалитет в Бразилии, входит в штат Алагоас. Составная часть мезорегиона Восток штата Алагоас. Входит в экономико-статистический микрорегион Мата-Алагоана. Население составляет 31 647 человек на 2007 год. Занимает площадь 405,7 км². Плотность населения — 76,23 чел./км².

## История
Город основан в 1892 году.

## Статистика
- Валовой внутренний продукт на 1998 год составляет 43 343 665,00 реалов (данные: Бразильский институт географии и статистики).
- Валовой внутренний продукт на душу населения на 1998 год составляет 1388,00 реалов (данные: Бразильский институт географии и статистики).

## География
Климат местности: тропический жаркий гумидный.